# Lawrence Eagleburger
Lawrence Sidney Eagleburger (Milwaukee (Wisconsin), 1 augustus 1930 – Charlottesville (Virginia), 4 juni 2011) was een Amerikaans diplomaat en politicus van de Republikeinse partij. Hij diende als minister van Buitenlandse Zaken onder George H.W. Bush.
Eagleburger behaalde een bachelor- en masterdiploma aan de Universiteit van Wisconsin. Van 1952 tot 1954 diende hij in het Amerikaanse leger, waar hij de rang van eerste luitenant bereikte. vanaf 1957 werkte hij voor de Amerikaanse consulaire dienst. Van 1961 tot 1965 werkte hij op de Amerikaanse ambassade in Belgrado. Vanaf 1969 was hij assistent van Henry Kissinger. Eagleburger werd in 1977 door president Carter tot ambassadeur in Joegoslavië benoemd. President Reagan benoemde hem tot onder-secretaris van het State Department. Onder president George H.W. Bush was hij korte tijd (eind 1992 - begin 1993) secretary of state (minister van buitenlandse zaken).
Eagleburger overleed op 80-jarige leeftijd aan longontsteking.
- Gemeinsame Normdatei: 142566543
- International Standard Name Identifier: 0000 0001 2079 2453
- Library of Congress Control Number: n82022886
- National Archives and Records Administration: 10568405
- Nationale Bibliotheek van Israël: 987007435175905171
- Nederlandse Thesaurus van Auteursnamen: 131831690
- SNAC: w6jf9fhs
- Système universitaire de documentation: 076567745
- Virtual International Authority File: 57952421
- WorldCat: E39PBJyh6qwyJK7qqV4BY8fcyd

Jefferson ·
Randolph ·
Pickering ·
Marshall ·
Madison ·
Smith ·
Monroe ·
Adams ·
Clay ·
Van Buren ·
Livingston ·
McLane ·
Forsyth ·
Webster ·
Upshur ·
Calhoun ·
Buchanan ·
Clayton ·
Webster ·
Everett ·
Marcy ·
Cass ·
Black ·
Seward ·
Washburne ·
Fish ·
Evarts ·
Blaine ·
Frelinghuysen ·
Bayard ·
Blaine ·
Foster ·
Gresham ·
Olney ·
Sherman ·
Day ·
Hay ·
Root ·
Bacon ·
Knox ·
Bryan ·
Lansing ·
Colby ·
Hughes ·
Kellogg ·
Stimson ·
Hull ·
Stettinius ·
Byrnes ·
Marshall ·
Acheson ·
Dulles ·
Herter ·
Rusk ·
Rogers ·
Kissinger ·
Vance ·
Muskie ·
Haig ·
Shultz ·
Baker ·
Eagleburger ·
Christopher ·
Albright ·
Powell ·
Rice ·
Clinton ·
Kerry ·
Tillerson ·
Pompeo ·
Blinken